# Schweizer Parlamentswahlen 2011/Resultate Nationalratswahlen
Die Nationalratswahlen der 49. Legislaturperiode fanden am 23. Oktober 2011 statt. Auf dieser Seite findet sich eine Übersicht über die Resultate in den Kantonen (Parteien, Stimmen, Wähleranteil, Sitze).